# The Lost Express (1917)

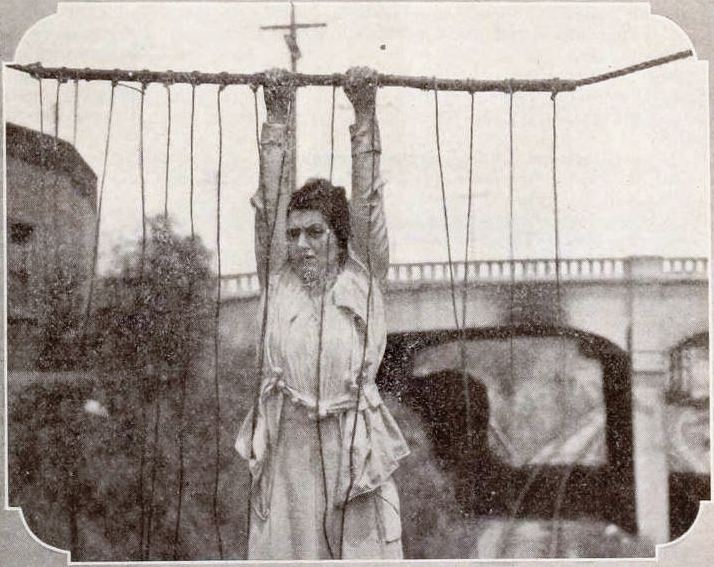
Cena do seriado The Lost Express

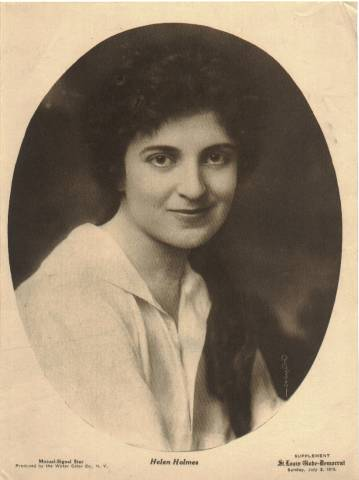
Helen Holmes, atriz do seriado.

The Lost Express é um seriado estadunidense de 1917, dirigido por J. P. McGowan e Frederick Bennett em 15 capítulos, categoria ação, e estrelado por Helen Holmes, Leo D. Maloney e Thomas G. Lingham. Produzido pela Signal Film Corporation e distribuído pela Mutual Film Corporation, veiculou nos cinemas dos Estados Unidos de 17 de setembro a 22 de dezembro de 1917.
Este seriado é considerado perdido.

## Sinopse
Um trem que transporta uma fórmula para a fabricação de gasolina granulada desaparece misteriosamente antes de chegar ao seu destino. Investigadores da ferrovia e as autoridades tentam descobrir para onde foi levado.

## Elenco
- Helen Holmes	 ...	Helen Thurston
- Leo D. Maloney	 ...	Pitts
- Thomas G. Lingham	 ...	Barão
- Omar Whitehead	 ...	Valquez (creditado V.O. Whitehead)
- William Brunton	 ...	Charles Bonner
- Edward Hearn	 ...	Francis Murphy
- John McKinnon	 ...	General Thurston
- William N. Chapman

## Capítulos
1. The Lost Express
2. The Destroyed Document
3. The Wreck at the Crossing
4. The Oil Well Conspiracy
5. In Deep Waters
6. High Voltage
7. The Race with the Limited
8. The Mountain King
9. The Looters
10. Fire and Water (ou The Secret of the Mine)
11. When North was South (ou A Fight for a Million)
12. Law is Law (ou Daring Death)
13. Disowned (ou The Escape)
14. Trapped (ou Unmasked)
15. The Found Express (ou The Return of the Lost Express).